# 扎格魯尼夫卡
50°6′8″N 34°7′45″E / 50.10222°N 34.12917°E
扎格魯尼夫卡（烏克蘭語：Загрунівка），是烏克蘭中部的村莊，隸屬波爾塔瓦州的波爾塔瓦區。該村分別距離比爾基1公里和羅馬尼夫卡4.5公里，始建於1640年，面積2.81平方公里，海拔高度99米，2001年人口418。